# Graham Mann
Pour les articles homonymes, voir Mann.
Graham Hargrave Mann est un skipper britannique né le 26 août 1924 à Charmouth et mort en avril 2000 à New Forest. 

## Carrière
Graham Mann participe aux Jeux olympiques d'été de 1956 qui se déroulent à Melbourne. À bord de Bluebottle, il remporte avec Ronald Backus et Jonathan Janson la médaille de bronze en classe dragon. Mann est aussi présent aux Jeux olympiques d'été de 1960 où il termine septième de la course de classe dragon sur le Salamander
.